# Бюргерс, Йоп
Йоханнес Теодорюс «Йоп» Бюргерс (нидерл. Johannes Theodorus "Joop" Burgers; род. 25 апреля 1940, Амстердам) — нидерландский футболист, полузащитник.

## Карьера

### Клубная карьера
Во взрослом футболе дебютировал в 1960 году в клубе «ДВС», где играл на протяжении девяти сезонов, приняв участие в 128 матчах и забив семь голов.
В 1969 году стал игроком команды клуба «Харлем» на следующие четыре сезона. В его составе принял участие в 101 матче, забив семь голов. Завершил карьеру футболиста в 1973 году.

### Карьера в сборной
17 октября 1965 года провёл свой единственный матч в составе национальной сборной Нидерландов в рамках отборочного этапа на чемпионат мира 1966 года против сборной Швейцарии.

### Тренерская карьера
С 1977 по 1985 год Бюргерс работал главным тренером в клубах «Де Волевейккерс» и ВВА/Спартан, а также возглавлял тренерские штабы любительских клубов и клубов низших дивизионов.